# Скуби-Ду встречает Братьев Бу
«Скуби-Ду встречает Братьев Бу» (англ. Scooby-Doo Meets the Boo Brothers) — полнометражный анимационный фильм о Скуби-Ду режиссёров Пола Соммера, Карла Урбано и Рэя Паттерсона, созданный Hanna-Barbera как часть Hanna-Barbera Superstars 10. Премьера мультфильма состоялась 18 октября 1987 года.

## Сюжет
Шэгги Роджерс получает известие, что его дядя, полковник Борегард умер и оставил ему свою усадьбу, по-видимому, часто посещаемую призраками. Шэгги, Скуби и Скрэпи отправляются на автомобиле в усадьбу, чтобы претендовать на наследство Шэгги. Однако по пути их преследует Всадник без головы, а также предполагаемый призрак полковника Борегарда. Между тем они попадают в усадьбу, где встречают жуткого дворецкого Фаргарда, который говорит им, что огромное состояние с драгоценностями скрывается где-то в усадьбе и что принадлежит ему по праву. Заинтригованные, они решают найти драгоценности к большому огорчению Фаргарда и местного шерифа, который ищет сбежавшую из цирка гориллу и скептически относится к существованию драгоценных камней. Друзья идут по следу, находя подсказки о том, где полковник спрятал драгоценности, но на них часто нападают различные призраки: живой скелет, обезглавленный всадник и призрак полковника. Для того чтобы изгнать призраков, Шэгги вызывает «Братьев Бу», трёх неуклюжих охотников за привидениями, которые сами являются призраками. Является ли Усадьба Борегарда действительно местом, где обитают призраки, или призраки — это кто-то в костюме, распугивающий всех, чтобы получить сокровище себе? Есть много подозреваемых, в том числе и сосед Фаргарда Билли Боб, чья семья соперничала с семьёй Борегардов в течение нескольких поколений.

## Роли озвучивали
- Кейси Кейсем — Шэгги
- Дон Мессик — Скуби-Ду и Скрэппи-Ду
- Соррел Бук — шериф Руфус Базби
- Роб Полсен — Шрико
- Ронни Шелл — Фрико
- Джерри Хаузер — Мико
- Арте Джонсон — Фаргард, Призрак-скелет
- Виктория Кэрролл — Сэйди-Мэй Скроггинс
- Уильям Колэуэй — Билли-Боб Скроггинс, Призрак полковника Борегарда, Обезьяна, Всадник без головы, Призрак на чердаке
- Майкл Рей — Мэр